# Austropetaliidae
Austropetaliidae – rodzina ważek z podrzędu Epiprocta, infrarzędu ważek różnoskrzydłych i nadrodziny Aeshnoidea. Zależnie od ujęcia obejmuje 10 lub 11 gatunków zgrupowanych w trzech lub czterech rodzajach. Występują na półkuli południowej (Australia, Tasmania, Chile i Argentyna).

## Morfologia

### Owad dorosły

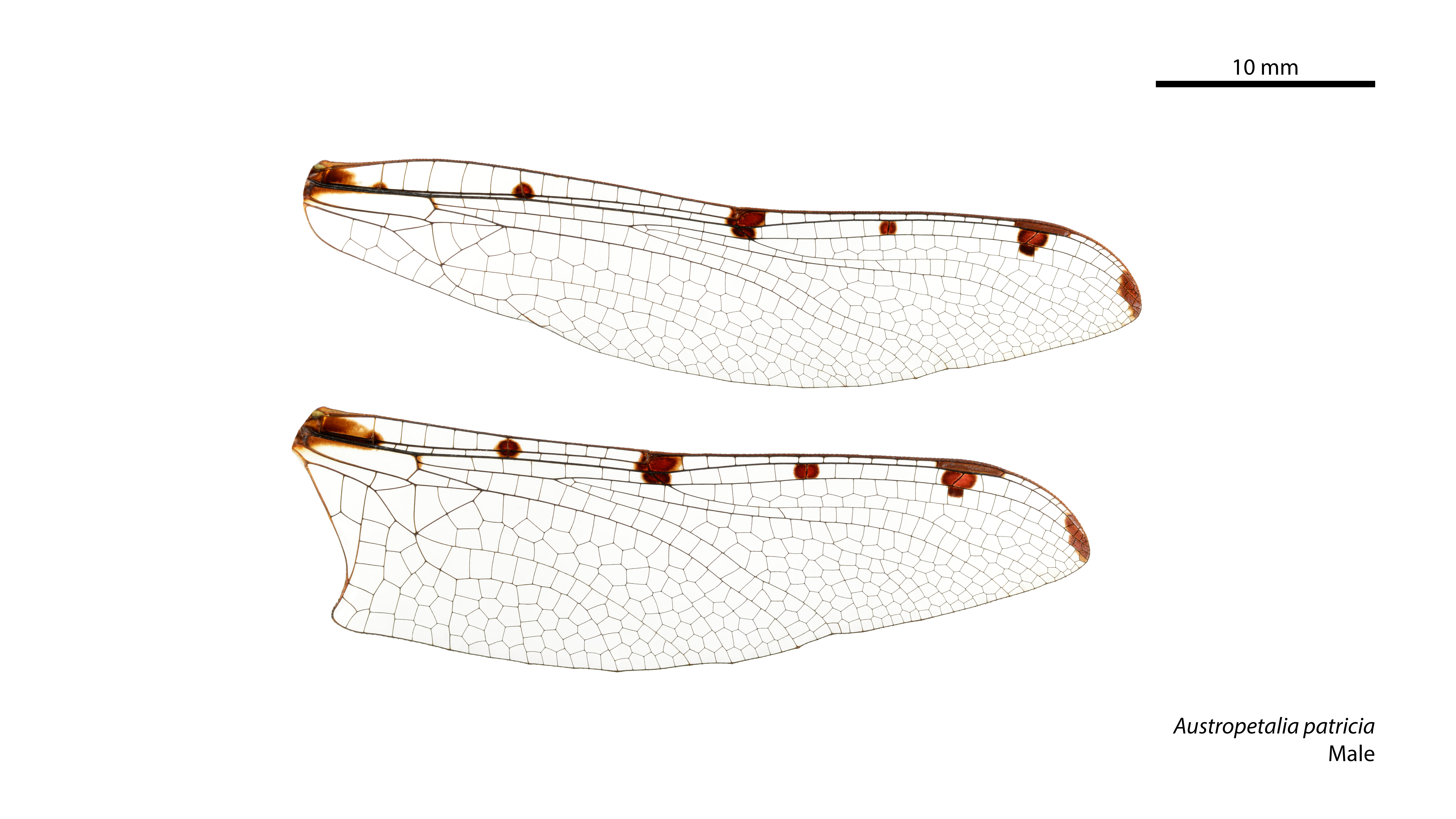
Skrzydła samca Austropetalia patricia

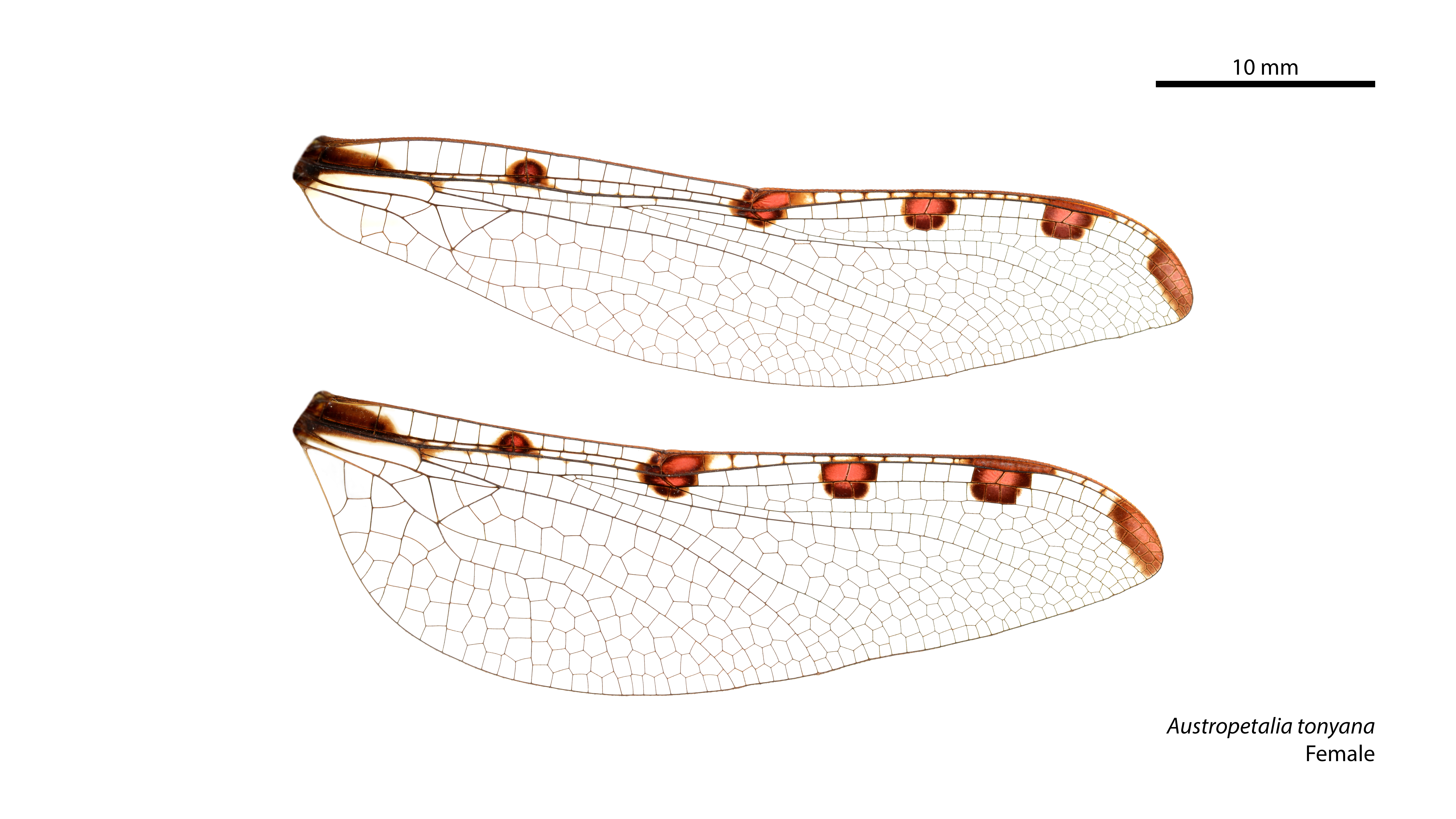
Skrzydła samicy Austropetalia tonyana

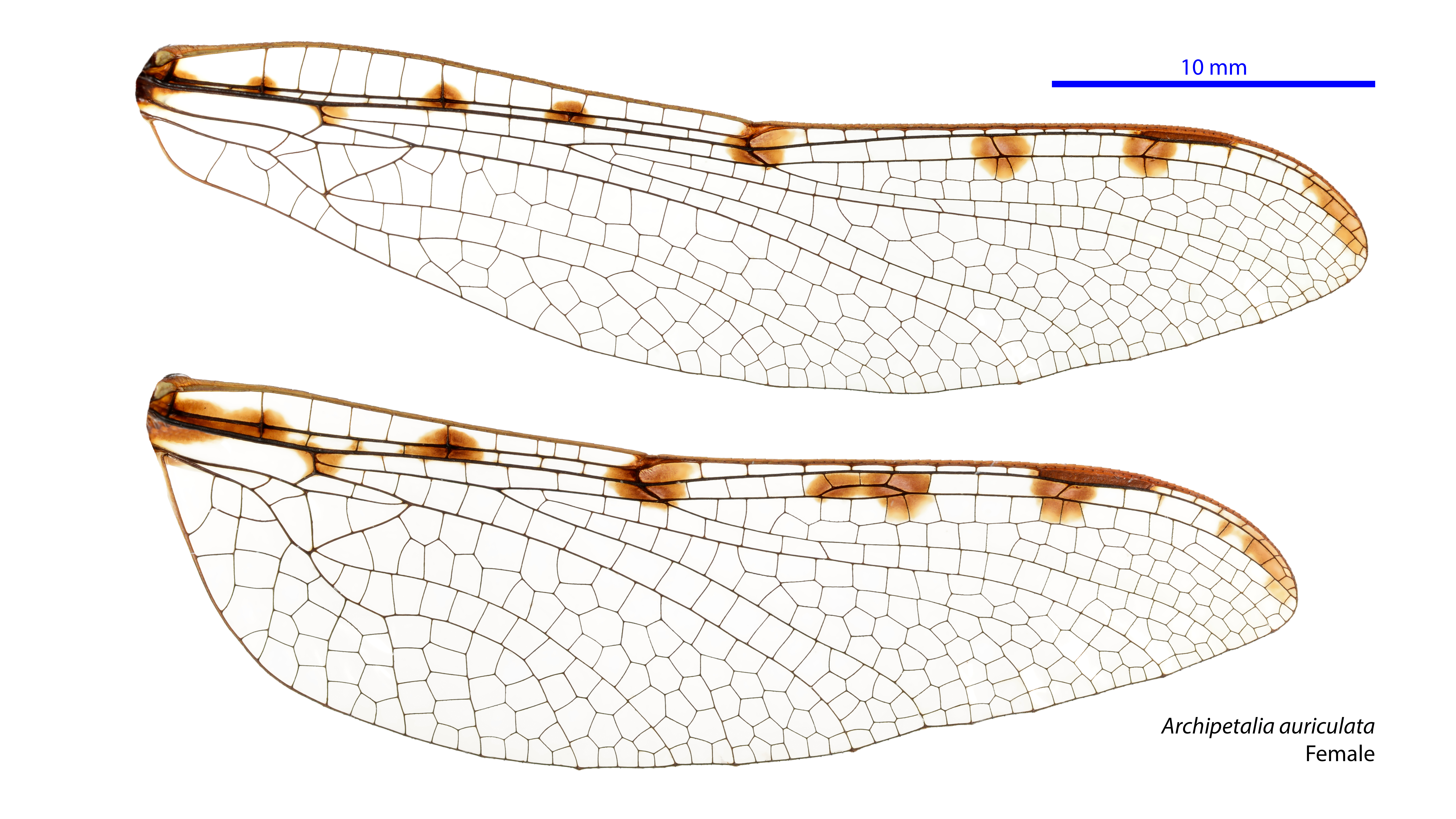
Skrzydła samicy Archipetalia auriculata

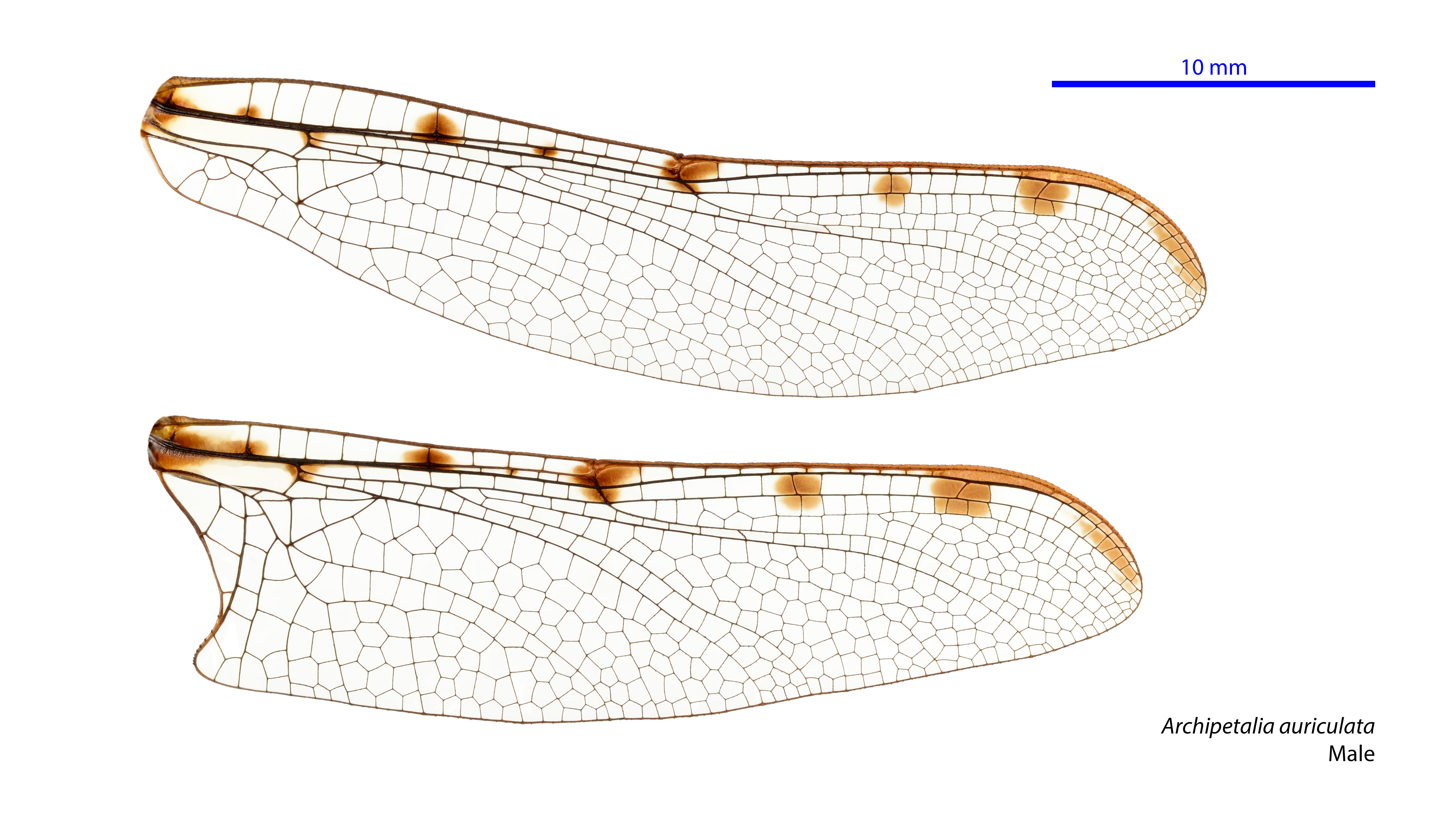
Skrzydła samca Archipetalia auriculata

Są to duże ważki o ubarwieniu brązowym z licznymi, krótkimi i wąskimi znakami w odcieniach żółci. Głowę zaopatrzoną mają w duże oczy złożone z większymi fasetkami po stronie grzbietowej i mniejszymi po stronie brzusznej. Oczy te u Archipetalia leżą blisko siebie, a u pozostałych rodzajów stykają się ze sobą pośrodkowo. Obecny jest przynajmniej mały płat intraokularny.
Skrzydła zaopatrzone są w szereg od pięciu do ośmiu rdzawych plam kostalnych, z których jedna leży pośrodku przestrzeni postnodalnej, a jedna na wierzchołku. Pterostygmy w grupie tej uległy wtórnemu skróceniu, a ich żyłki wspierające nie są ułożone wzdłuż ich nasadowych krawędzi. Z wyjątkiem Archipetalia gałęzie pierwsza i druga żyłki radialnej tylnej mają przebieg równoległy do pterostygmy, a przestrzeń między nimi zawiera pojedynczy szereg komórek. Również z wyjątkiem tego rodzaju druga gałąź żyłki radialnej tylnej jest co najmniej trochę pofalowana. Żyłka interradialna pierwsza jest bardzo długa. Między drugą gałęzią żyłki radialnej tylnej a żyłką interradialną drugą występuje tylko jedna wyraźna żyłka ukośna, umieszczona w pozycji dystalnej. Spłaszczony sektor radialny (żyłka Rspl) jest dobrze zaznaczony, niezygzakujący. Z wyjątkiem Archipetalia co najmniej trochę pofalowane są żyłka radialna tylna 3/4 oraz żyłka medialna przednia. Komórka dyskoidalna podzielona jest żyłką trygonalną na przednie hypertriangulum i tylne triangulum (trójkąt dyskoidalny). Trójkąt ten w obu parach skrzydeł jest podobnie wydłużony podłużnie. Hypertriangulum podzielone jest przynajmniej jedną żyłką poprzeczną. Miejsca łączenia się żyłki kubitalnej tylnej i żyłki pseudoanalnej z żyłką analną przednią leżą bardzo blisko siebie.
Odwłok cechuje się liściowatymi wyrostkami na tergitach siódmym i ósmym. Z wyjątkiem Archipetalia przynajmniej niektóre jego tergity mają podłużne żeberko grzbietowe. Samce mają brzuszną krawędź drugiego segmentu odwłoka rozbudowaną w płaty genitalne. Wtórny aparat kopulacyjny samca ma ostatni segment pęcherzyka nasiennego (vesicula spermalis) szypułkowaty i zaopatrzony w parę sierpowatych flagellae. Wierzchołek odwłoka samca odznacza się krótkimi i liściowatymi przysadkami odwłokowymi oraz epiproktem wykształconym w formie bardzo szerokiej płytki o wierzchołku podzielonym na trzy płaty, z których środkowy jest znacznie większy niż boczne.

### Larwa
Larwy mają rozlegle ziarenkowany oskórek. Ich głowa ma oczy złożone wystające ku przodowi tak, że największa ich szerokość osiągana jest przed nasadami czułków. Narządy gębowe odznaczają się silnie rozszerzoną w części wierzchołkowej wargą górną oraz zaopatrzoną w wydłużony przedbródek maską. Odnóża wyróżniają się udami rozbudowanymi dogrzbietowo i zaopatrzonymi w guzki. Przedżołądek ma małe, guzkowate płaty. Odwłok ma wszystkie segmenty wyposażone w płaty boczne. Wewnątrz odwłoka nastąpił całkowity zanik mięśni poprzecznych, co uniemożliwia przedstawicielom rodziny stosowanie napędu odrzutowego. Podobnie jak u innych Neoanisoptera na szczycie odwłoka znajduje się piramidka analna utworzona przez przysadki odwłokowe, paraprokty i wyrostki epiproktów. Przysadki odwłokowe w tej rodzinie są skrócone i osiągają długość mniejszą niż połowa długości brzusznej krawędzi dziesiątego segmentu odwłoka.

## Rozprzestrzenienie
Ważki te ograniczone są swym zasięgiem do strefy umiarkowanej półkuli południowej. Austropetalia jest endemitem południowo-wschodniej Australii, a Archipetalia endemitem Tasmanii. Pozostałe gatunki występują na południu krainy neotropikalnej, przy czym wszystkie znane są z Chile, a z południowo-zachodniej Argentyny podano trzy z nich.

## Taksonomia
Do rodziny tej zalicza się cztery rodzaje: 
- Archipetalia
- Austropetalia
- Hypopetalia
- Phyllopetalia

Alternatywnie Archipetalia klasyfikuje się w monotypowej rodzinie Archipetaliidae i łączony jest z Austropetaliidae w szerszym taksonie nazywanym Austropetaliata lub Austropetaliida.

### Historia
Rodzinę Austropetaliidae wprowadzili w 1994 roku Frank Louis Carle i Jerry A. Louton. Wcześniej jej przedstawicieli umieszczano w szeroko definiowanych Neopetaliidae. W 1996 roku została podzielona przez Güntera Bechly’ego na dwie podrodziny, monotypową Archipetaliinae z rodzajem Archipetalia oraz Austropetaliinae obejmującą dwa plemiona – monotypowe Austropetaliini z rodzajem Austropetalia i Phyllopetaliini z pozostałymi rodzajami. W tym samym roku Hans Lohmann wyniósł Archipetaliinae do rangi odrębnej rodziny – Archipetaliidae, a takson tworzony przez nią wraz z Cymatophlebiidae i Austropetaliidae określił mianem Austropetaliata (nazwę tę zastosował już w nieopublikowanym manuskrypcie z 1995 roku). W obrębie Austropetaliidae Lohmann wyróżnił podrodziny Austropetaliinae i Hypopetaliinae.
Również w 1996 roku rewizję Austropetaliidae opublikował F.L. Carle. Wyróżnił w ich obrębie monotypową podrodzinę Archipetaliinae z również monotypowym plemieniem Archipetaliini zawierającym tylko Archipetalia, monotypową podrodzinę Austropetaliinae z również monotypowym plemieniem Austropetaliini, zawierającym tylko rodzaj Austropetalia, monotypową podrodzinę Hypopetaliinae z również monotypowym plemieniem Hypopetaliini, zawierającym tylko rodzaj Hypopetalia, oraz podrodzinę Eurypetaliinae z dwoma plemionami – Rheopetaliini, obejmującym rodzaje Rheopetalia i Odontopetalia, oraz Eurypetaliini, obejmującym rodzaje Eurypetalia, Ophiopetalia i Phyllopetalia.
W 2001 roku Bechly i współpracownicy wprowadzili dla taksonu obejmującego Austropetaliidae i Archipetaliidae nazwę Austropetaliida. W 2003 roku Bechly i współpracownicy wprowadzili w obrębie Austropetaliidae podrodzinę Phyllopetaliinae, wynosząc do tej rangi jedno z plemion. I tak według pracy Bechly’ego z 2007 roku klad Austropetaliida dzieli się na Archipetaliidae i Austropetaliidae, te ostatnie na monotypowe Austropetaliinae i Phyllopetaliinae, z kolei te ostatnie na plemiona – monotypowe Hypopetaliini i Phyllopetaliini, z których to drugie dzieli się na podplemiona – monotypowe Rheopetaliina i Phyllopetaliina.
Liczne taksony wyróżniane przez Carlego i Bechly’ego nie znajdują jednak uzasadnienia w późniejszej systematyce. Jeszcze w 2005 roku Natalia von Ellenrieder zsynonimizowała Rheopetalia, Odontopetalia, Eurypetalia i Ophiopetalia z rodzajem Phyllopetalia, co czyniłoby niemal wszystkie te plemiona i podrodziny monotypowymi.